# 嘉義駅 (台湾高速鉄道)
嘉義駅（かぎえき）は、台湾嘉義県太保市にある台湾高速鉄道・台湾糖業鉄道・嘉義BRTの駅。

## 歴史
- 2002年7月23日 - 東元電機股份有限公司と竹中工務店が土木、機電工程を受注。
- 2002年8月3日 - 起工[1]
- 2006年11月3日 - 台湾高速鉄道嘉義駅完工[2]。
- 2007年1月5日 - 台湾高速鉄道が仮営業を開始、嘉義BRTが暫定営業を開始[3]。
- 2007年3月2日 - 台湾高速鉄道が正式開業[4]。
- 2008年1月31日 - 嘉義BRTが正式に営業を開始[5]。
- 2022年10月8日 - 台湾糖業鉄道蔗埕線が本駅に隣接する「五分車高鉄駅」に延伸乗り入れ[6]。

## 駅構造
台湾高速鉄道
相対式ホーム2面4線を有す高架駅。FEI & CHENG Associates(宗邁建築師事務所)が設計し、台湾の東元電機と日本の竹中工務店が施工した。総床面積28,221平方メートル。

### 駅階層

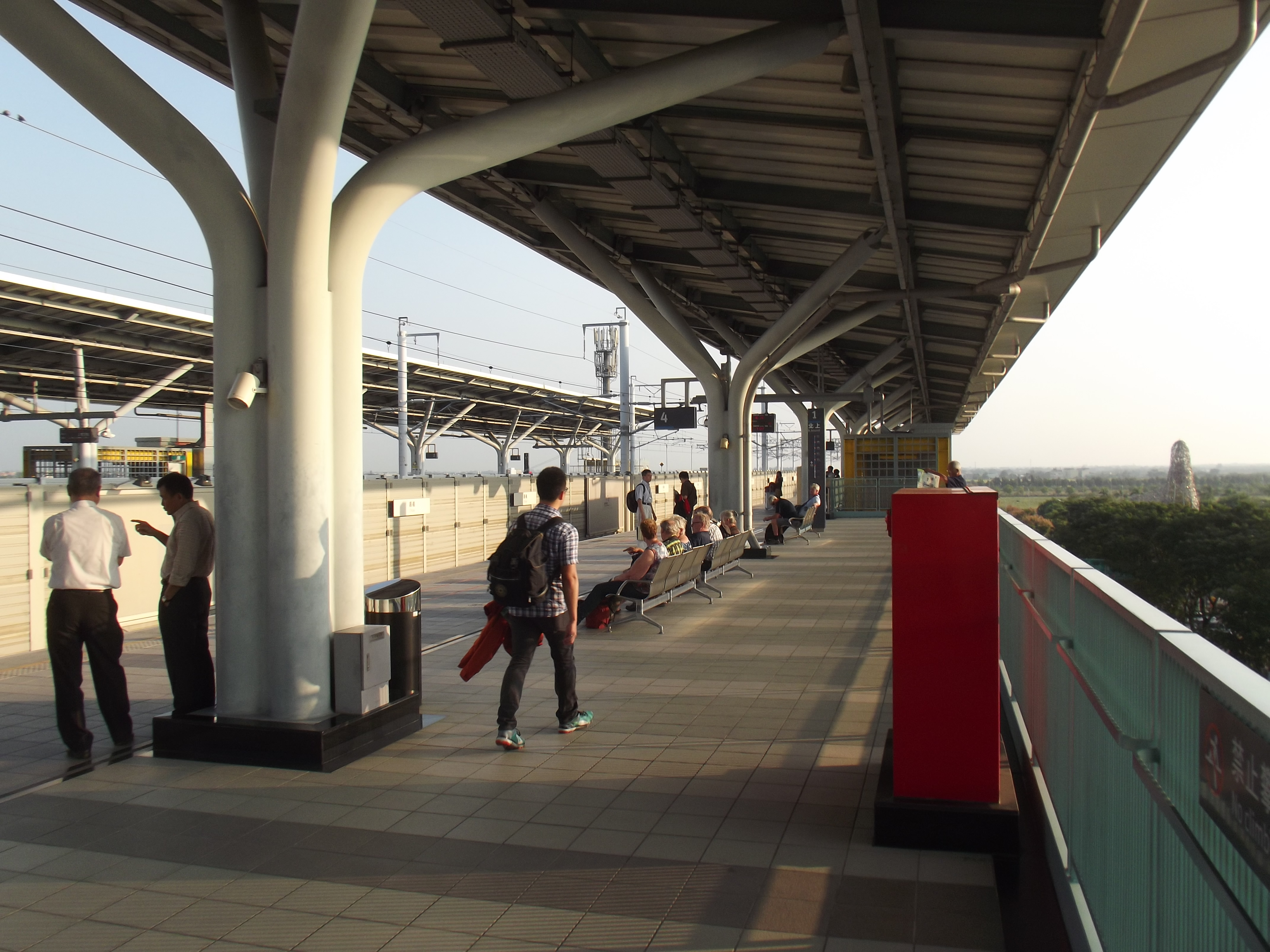
高速鉄道のりば
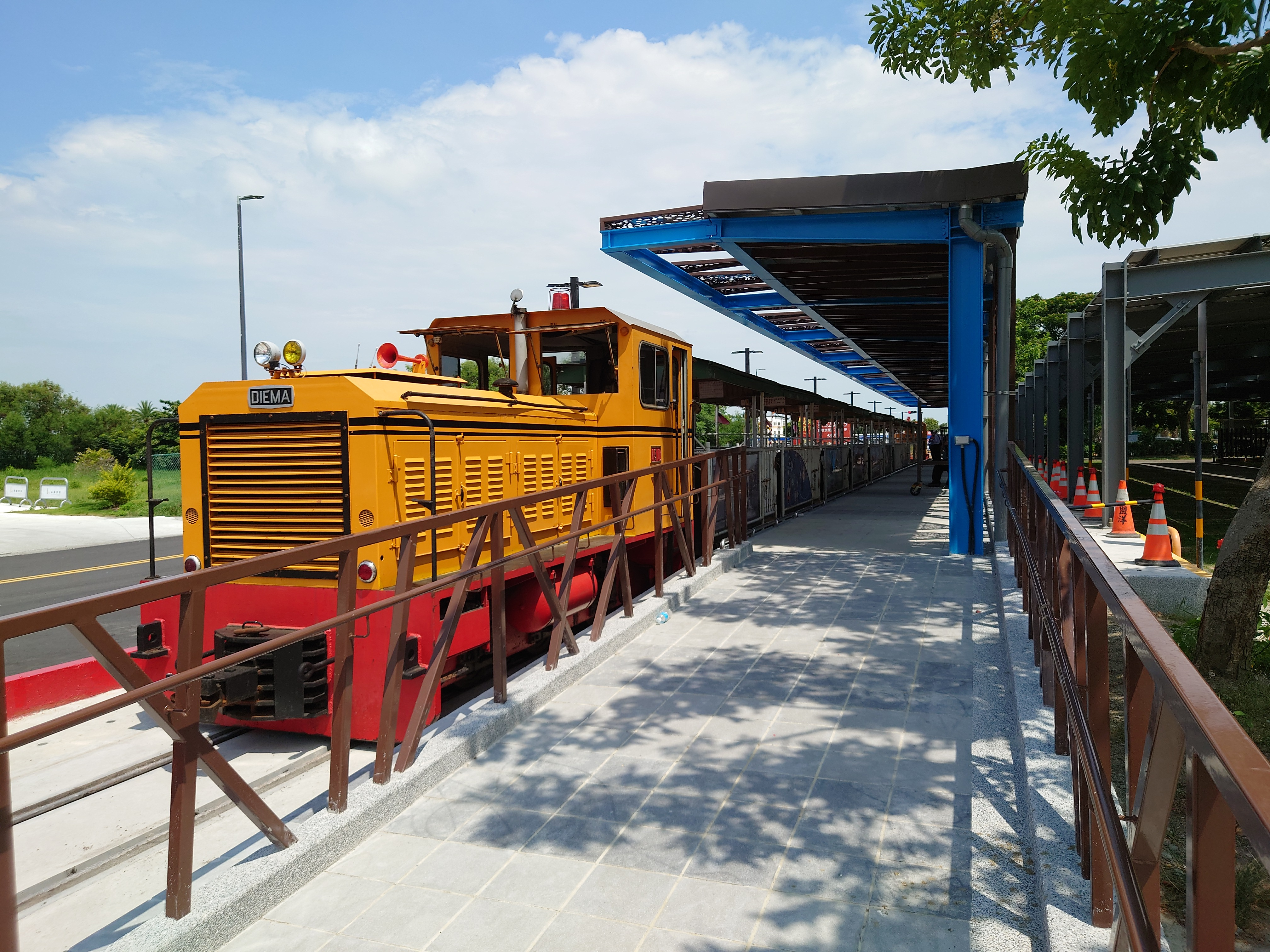
台糖蔗埕線のりば

| 地上 三階                      |                                                    | |
| 相対式ホーム、左側のドアが開く |                                                    | |
| 1番線                          | →■台湾高速鉄道 左営方面へ（台南駅）→               | |
| 通過線                         | →■台湾高速鉄道 南下通過列車 左営方面へ→            | |
| 通過線                         | ←■台湾高速鉄道 北上通過列車 台中・台北・南港方面へ | |
| 2番線                          | ←■台湾高速鉄道 台中・台北・南港方面へ（雲林駅）    | |
| 相対式ホーム、左側のドアが開く |                                                    | |
| 地上 二階                      | ホール                                             | 、エスカレーター、改札口、トイレ、AED、Wi-fi、待合スペース、育児室 |
| 地上 一階                      | ホール コンコース                                  | チケットカウンター、自動券売機、案内カウンター、トラベルデスク ファミリーマート、スターバックス、モスバーガー、売店 トイレ、鉄道警察、出入口、台糖五分車のりば、バス乗り場、タクシー乗り場、駐車場、駐輪場 |

- 高速鉄道のりば
- 台糖蔗埕線のりば

## 利用状況
年度別乗降人員は以下の通り。
| 年   |           |           |           |        |         |         |
| 年   | 年間      | 年間      | 年間      | 年間   | 1日平均 | 1日平均 |
| 年   | 乗車      | 降車      | 計        | 出典   | 乗車    | 乗降    |
| ---- | --------- | --------- | --------- | ------ | ------- | ------- |
| 2007 | 878,977   | 853,032   | 1,732,009 | [ 11 ] | 2,434   | 4,797   |
| 2008 | 1,649,177 | 1,646,224 | 3,295,401 | [ 11 ] | 4,505   | 9,003   |
| 2009 | 1,735,401 | 1,732,098 | 3,467,499 | [ 11 ] | 4,754   | 9,500   |
| 2010 | 1,885,941 | 1,892,913 | 3,778,854 | [ 11 ] | 5,167   | 10,353  |
| 2011 | 2,048,231 | 2,051,966 | 4,100,197 | [ 11 ] | 5,611   | 11,233  |
| 2012 | 2,181,612 | 2,185,910 | 4,367,522 | [ 11 ] | 5,960   | 11,933  |
| 2013 | 2,311,974 | 2,297,403 | 4,609,377 | [ 11 ] | 6,334   | 12,628  |
| 2014 | 2,346,521 | 2,341,689 | 4,688,210 | [ 11 ] | 6,429   | 12,844  |
| 2015 | 2,437,594 | 2,420,149 | 4,857,743 | [ 11 ] | 6,678   | 13,309  |
| 2016 | 2,482,703 | 2,469,191 | 4,951,894 | [ 11 ] | 6,821   | 13,604  |
| 2017 | 2,654,793 | 2,640,417 | 5,295,210 | [ 11 ] | 7,273   | 14,507  |
| 2018 | 2,815,009 | 2,797,840 | 5,612,849 | [ 11 ] | 7,712   | 15,378  |
| 2019 | 2,852,716 | 2,828,951 | 5,681,667 | [ 11 ] | 7,816   | 15,566  |
| 2020 | 2,417,147 | 2,404,317 | 4,821,464 | [ 11 ] | 6,604   | 13,173  |
| 2021 | 1,850,614 | 1,836,097 | 3,686,711 | [ 11 ] | 5,070   | 10,101  |
| 2022 | 2,230,627 | 2,216,243 | 4,446,870 | [ 11 ] | 6,111   | 12,183  |
| 2023 | 2,969,030 | 2,954,955 | 5,923,985 | [ 11 ] | 8,134   | 16,230  |

## 接続する他の交通機関
バス
- 嘉義BRT
  - ■本線
  - ■嘉義都心連絡線、朴子市街連絡線
- 嘉義客運
  - 【7235】
    - 嘉義駅 (台湾高速鉄道) - 国立故宮博物院南部院区 - 北港
- 嘉義県公車処
  - 嘉義県市区公車（中国語版）105路（国立故宮博物院南部院区シャトルバス）
    - 嘉義駅 (台湾高速鉄道) - 蒜頭糖廠（中国語版）

  - 嘉義県市区公車106系統(台湾好行故宮南線）
    - 嘉義駅—民雄駅 - 嘉義駅 (台湾高速鉄道)(国立中正大学経由)

  - 嘉義県市区公車166
    - 嘉義駅 (台湾高速鉄道) - 塩水

- 新営客運（中国語版）
  - 大台南公車（中国語版）33路
    - 関子嶺 - 白河バスターミナル - 後壁駅 - 菁寮 - 嘉義駅 (台湾高速鉄道)

  - 大台南公車黄9路（中国語版）
    - 国立故宮博物院南部院区 - 嘉義駅 (台湾高速鉄道) - 南靖駅 - 新営駅

  - 大台南公車黄16-1路（中国語版）
    - 嘉義駅 (台湾高速鉄道)  - 菁寮 - 白河バスターミナル

- 漢程客運（中国語版）
  - 大台南公車オレンジ9路（中国語版）
    - 嘉義駅 (台湾高速鉄道) - 学甲区 - 佳里バスターミナル（中国語版）

  - 大台南公車オレンジ9-1路（中国語版）
    - 嘉義駅 (台湾高速鉄道) - 麻豆バスターミナル（中国語版） - 佳里バスターミナル（中国語版）

## 駅周辺
- 嘉義アジア芸術文化博物館
- 嘉義県庁舎
- 蒜頭糖業文化園区（中国語版）

## 隣の駅
台湾高速鉄路
■台湾高速鉄道
雲林駅 - 嘉義駅 - 台南駅
台湾糖業鉄道
庶埕線
楽活農園駅 - （甘蔗転装台） - 五分車高鉄駅
嘉義BRT
主線
嘉義駅 - 嘉義交流道東駅
県治街接線
崙仔頂駅 - 嘉義駅

### 註釈
1. ↑  2016年は営業日数364日で算出（2016年2月6日から7日は台湾南部地震により台中以南はそれぞれ半日[7][8][9]、7月8日は台風1号（ニパルタック）の影響で終日運休[10]。）